# Organisation juive européenne
 (février 2025).
Motif : WP:CGN - uniquement deux sources secondaires, non-espacées dans le temps
- Archive Wikiwix
- Bing
- Cairn
- DuckDuckGo
- E. Universalis
- Gallica
- Google
- G. Books
- G. News
- G. Scholar
- Persée
- Qwant
- (zh) Baidu
- (ru) Yandex
- (wd) trouver des œuvres sur Wikidata

| 1. | Préciser le motif de la pose du bandeau. | Précisez le motif de la pose du bandeau en utilisant la syntaxe suivante : {{admissibilité à vérifier\|date=juillet 2025\|motif=remplacez ce texte par le motif}}                                  |
| 2. | Informer les utilisateurs concernés.     | Pensez à avertir le créateur de l'article, par exemple, en insérant le code ci-dessous sur sa page de discussion : {{subst:avertissement admissibilité à vérifier\|Organisation juive européenne}} |

L′Organisation juive européenne (OJE) est une association française qui lutte contre l'antisémitisme, l'antisionisme et les mouvements boycott, désinvestissement et sanctions (BDS).

## Objectifs et motivations
L'association est créé en 2014. Elle est composée d'une cinquantaine d'avocats bénévoles. L'association est présente dans un grand nombre de poursuites judiciaires depuis le 7 octobre 2023.  
L'association lutte également contre la campagne Boycott, désinvestissement et sanctions.

## Actions en justice
En octobre 2023, l'Organisation juive européenne porte plainte contre le joueur de football de l'OGC Nice Youcef Atal. L'association obtiendra la condamnation du joueur à huit mois de prison avec sursis pour provocation à la haine raciale.
Le 18 avril 2024, le secrétaire général de l’Union départementale CGT du Nord, Jean-Paul Delescaut, est condamné à un an de prison avec sursis pour apologie du terrorisme, également sur base d'une plainte de l'organisation.